# Image (álbum)
Image é o segundo álbum de estúdio da banda japonesa de rock, Luna Sea, lançado em 21 de maio de 1992 pela gravadora MCA Victor com 12 faixas.
Image e outros sete álbuns da banda foram lançados pela primeira vez como vinil em maio de 2019.
Sid fez um cover de "Wish", enquanto Mucc fez um cover de "Déjàvu" e Masami Tsuchiya fez
um cover de "Moon" para o álbum de tributo Luna Sea Memorial Cover Album.

## Recepção
O álbum alcançou a nona posição nas paradas da Oricon Albums Chart.

## Turnê
As turnês de estréia do álbum foram "Image or Real" e "After the Image" com um total de 25 shows e um público cumulativo de 28.500 pessoas.
Em 22 de dezembro de 2018, a banda fez a apresentação "Image or Real" em Saitama Super Arena, tocando todas as músicas do álbum exceto "Search for Reason".

## Faixas[7]
| N.º            | Título              | Duração |  |
| 1.             | "Call For Love"     | 0:42    |  |
| 2.             | "Déjàvu"            | 3:54    |  |
| 3.             | "Mechanical Dance"  | 5:05    |  |
| 4.             | "Wall"              | 4:55    |  |
| 5.             | "Image"             | 5:41    |  |
| 6.             | "Search For Reason" | 7:10    |  |
| 7.             | "Imitation"         | 3:22    |  |
| 8.             | "Vampire's Talk"    | 6:16    |  |
| 9.             | "Symptom"           | 2:15    |  |
| 10.            | "In Mind"           | 3:54    |  |
| 11.            | "Moon"              | 7:10    |  |
| 12.            | "Wish"              | 4:18    |  |
| Duração total: | Duração total:      | 54:42   |  |

## Ficha técnica

### Luna Sea
- Ryuichi - vocais
- Sugizo - guitarra
- Inoran - guitarra
- J - baixo
- Shinya Yamada - bateria